# Neuvy-sur-Barangeon

Neuvy-sur-Barangeon este o comună în departamentul Cher, Franța. În 1 ianuarie 2022 avea o populație de 1.114 de locuitori.